# Henry Diesen
Pour les articles homonymes, voir Diesen.
Henry Edward Diesen (3 avril 1882 - 7 janvier 1953) était un officier de marine norvégien.

## Biographie

### Origines
Il est né à Trondheim, fils d’Edward Diesen (1852-1909) et de Johanne Christophine Stenersen (1855-1936). Il était le cousin d’Emil Diesen et d’Andreas Melchior Seip Diesen. Ernst Diesen, fils d’Andreas, est un autre de ses parents.

### Carrière d’officier de marine et dans le secteur civil
Henry Diesen était officier de marine à partir de 1903. Il est diplômé de l’Académie navale en 1905 et promu premier lieutenant en 1906.
Il travaille dans la marine marchande de 1906 à 1908 et de 1909 à 1911. De 1912 à 1913, il étudie à l'Université technique de Berlin.
Pendant la Première Guerre mondiale, il a servi dans la marine royale norvégienne (alors pays neutre) et a été promu capitaine en 1917. Son dernier service à bord d’un navire fut en tant que commandant en second sur le cuirassé Tordenskjold en 1929.
Henry Diesen vivait à Borre près de Karljohansvern. Il y est rédacteur en chef de Hortens Avis de 1919 à 1920 et membre du conseil municipal de Borre de 1920 à 1923. À partir de novembre 1907, il est marié à Caroline Elisabeth Fretheim (1886-1968).
De 1930 à 1936, Henry Diesen est commandant en second de l’école des mines de la marine. Il est promu commandant en 1936. En 1937, il est nommé commandant du 3e District de défense navale (Norvège du Nord).

### Amiral
En 1938, il devient amiral commandant en Norvège. Il est également promu contre-amiral.
Le 9 avril 1940, la Norvège est envahie par l’Allemagne nazie. Après la fin des combats dans le sud de la Norvège, Henry Diesen est arrivé dans le nord de la Norvège via Scapa Flow. À son arrivée en Norvège du Nord, Diesen était sous le commandement du général Otto Ruge. Diesen quitte la Norvège le 8 juin 1940 à bord du KNM Fridtjof Nansen. Le ministre des Affaires étrangères Halvdan Koht et (entre autres) la fille de Diesen, Unni, étaient également à bord du navire. Le navire est arrivé à Tórshavn, dans les îles Féroé, le 13 juin. Plus tard, le navire a navigué vers la Grande-Bretagne où il a été modifié pour un service de guerre. Le 20 juin, le haut commandement naval (SOK) est rétabli, avec Henry Diesen comme amiral commandant.
Il quitte son poste d’amiral commandant en août 1941 en raison de désaccords avec le gouvernement, et sert aux États-Unis jusqu’en 1944. De 1945 à 1947, il est commandant du commandement naval de Norvège occidentale.
Il meurt en janvier 1953 à Borre.

## Distinctions
- commandeur avec une étoile de l’ordre de Saint-Olaf en 1939
- ordre du Bain britannique
- commandeur de l’ordre d'Aviz (Portugal)[6]